# صباح حمصي
صباح حمصي (مواليد 19 أكتوبر 1988) هو مُقاتل فنون قتالية مختلطة أمريكي من أصل لبناني.

## وصلات خارجية
- صباح حمصي على موقع يو إف سي (الإنجليزية)
- صباح حمصي على موقع بيلاتور (الإنجليزية)
- صباح حمصي على موقع شيردوغ (الإنجليزية)
- صباح حمصي على موقع Tapology.com (الإنجليزية)
- صباح حمصي على موقع IMDb (الإنجليزية)